# Liste der Monuments historiques in Notre-Dame-de-la-Mer
Die Liste der Monuments historiques in Notre-Dame-de-la-Mer führt die Monuments historiques in der französischen Gemeinde Notre-Dame-de-la-Mer auf.

## Liste der Bauwerke
| Bezeichnung                | Beschreibung | Standort           | Kennzeichnung | Schutzstatus | Datum | Bild |
| -------------------------- | ------------ | ------------------ | ------------- | ------------ | ----- | ---- |
| Kirche St-Germain-de-Paris |              | in Jeufosse (Lage) | PA00087461    | Inscrit      | 1926  |      |